# تشارلز كيسي
تشارلز كيسي (بالإنجليزية: Charles Casey)‏ هو لاعب كرة قدم أمريكية أمريكي، ولد في 1 فبراير 1944 في أتلانتا في الولايات المتحدة.

## روابط خارجية
- تشارلز كيسي على موقع كلية كرة القدم في سبورتس رفرنس.كوم (الإنجليزية)
- تشارلز كيسي على موقع قاعة فلوريدا للمشاهير الرياضية (الإنجليزية)